# フアン・ニエベス
フアン・マニュエル・ニエベス・クルーズ（Juan Manuel Nieves Cruz, 1965年1月5日 - ）は、プエルトリコのサンフアン市サントゥルセ地区出身の元プロ野球選手（投手）、野球指導者。左投左打。現在は、MLBのデトロイト・タイガースの投手コーチ補佐を務める。

## 経歴

### 現役時代
1983年にアマチュア・フリーエージェントでミルウォーキー・ブルワーズと契約してプロ入り。
1986年4月10日のシカゴ・ホワイトソックス戦でメジャーデビューし、この年は11勝を挙げた。翌1987年は14勝で2年連続の二桁勝利、さらに4月15日のボルチモア・オリオールズ戦ではノーヒットノーランを達成している。
しかし、腕の故障により、25歳となった1990年で引退した。

### 引退後
引退後はニューヨーク・ヤンキース傘下のマイナーとホワイトソックス傘下のマイナーで投手インストラクター、ホワイトソックスのブルペンコーチ、ボストン・レッドソックスとマイアミ・マーリンズで投手コーチを歴任した。
また、日米野球2014にはMLB選抜のコーチとして参加した。
2021年シーズンからはデトロイト・タイガースの投手コーチ補佐を務める。

## 詳細情報

### 年度別投手成績
| 年 度   | 球 団   | 登 板 | 先 発 | 完 投 | 完 封 | 無 四 球 | 勝 利 | 敗 戦 | セ 丨 ブ | ホ 丨 ル ド | 勝 率 | 打 者 | 投 球 回 | 被 安 打 | 被 本 塁 打 | 与 四 球 | 敬 遠 | 与 死 球 | 奪 三 振 | 暴 投 | ボ 丨 ク | 失 点 | 自 責 点 | 防 御 率 | W H I P |
| ------- | ------- | ----- | ----- | ----- | ----- | -------- | ----- | ----- | -------- | ----------- | ----- | ----- | -------- | -------- | ----------- | -------- | ----- | -------- | -------- | ----- | -------- | ----- | -------- | -------- | ------- |
| 1986    | MIL     | 35    | 33    | 4     | 3     |          | 11    | 12    | 0        | 0           | .478  | 834   | 184.2    | 224      | 17          | 77       | 0     | 1        | 116      | 3     | 1        | 124   | 101      | 4.92     | 1.63    |
| 1987    | MIL     | 34    | 33    | 3     | 1     |          | 14    | 8     | 0        | 0           | .636  | 867   | 195.2    | 199      | 24          | 100      | 5     | 2        | 163      | 4     | 0        | 112   | 106      | 4.88     | 1.53    |
| 1988    | MIL     | 25    | 15    | 1     | 1     |          | 7     | 5     | 1        | 2           | .583  | 458   | 110.1    | 84       | 13          | 50       | 4     | 1        | 73       | 1     | 3        | 53    | 50       | 4.08     | 1.21    |
| MLB:3年 | MLB:3年 | 94    | 81    | 8     | 5     |          | 32    | 25    | 1        | 2           | .561  | 2159  | 490.2    | 507      | 54          | 227      | 9     | 4        | 352      | 8     | 4        | 289   | 257      | 4.71     | 1.50    |

### 記録
- ノーヒットノーラン：1回（1987年4月15日、対ボルチモア・オリオールズ戦）

### 背番号
- 10（1986年 - 同年途中）
- 20（1986年途中 - 1988年）
- 36（2008年 - 2012年）
- 47（2013年 - 2018年）
- 61（2021年 - ）